# Đulekare
Đulekare (izvirno srbsko Ђулекаре) je naselje v Srbiji, ki upravno spada pod Občino Medveđa; slednja pa je del Jablaniškega upravnega okraja.

## Demografija
V naselju, katerega izvirno (srbsko-cirilično) ime je Ђулекаре, živi 89 polnoletnih prebivalcev, pri čemer je njihova povprečna starost 43,0 let (41,1 pri moških in 45,0 pri ženskah). Naselje ima 42 gospodinjstev, pri čemer je povprečno število članov na gospodinjstvo 2,79.
Prebivalstvo je večinoma nehomogeno, a v času zadnjih treh popisov je opazno zmanjšanje števila prebivalcev.
|  |

| Demografija | Demografija     | Demografija     |
| Leto        | Št. prebivalcev | Št. prebivalcev |
| ----------- | --------------- | --------------- |
|             |                 |                 |
|             |                 |                 |
|             |                 |                 |
|             |                 |                 |
| 1948        | 494             |                 |
| 1953        | 552             |                 |
| 1961        | 470             |                 |
| 1971        | 341             |                 |
| 1981        | 216             |                 |
| 1991        | 149             | 146             |
| 2002        | 125             | 117             |
|             |                 |                 |

| Etnična sestava po popisu iz leta 2002 | Etnična sestava po popisu iz leta 2002 | Etnična sestava po popisu iz leta 2002 | Etnična sestava po popisu iz leta 2002 | Etnična sestava po popisu iz leta 2002 |
| -------------------------------------- | -------------------------------------- | -------------------------------------- | -------------------------------------- | -------------------------------------- |
| Srbi                                   | Srbi                                   |                                        | 70                                     | 59,82%                                 |
| Albanci                                | Albanci                                |                                        | 47                                     | 40,17%                                 |
| Neznano                                | Neznano                                |                                        | 0                                      | 0,0%                                   |